# محمدعلی کشمیری
محمد علی کشمیری (متوفای۱۳۰۹ق) از دانشمندان تراجم نگار و شرح حال‌نویس قرن سیزدهم و ابتدای قرن چهاردهم است.

## استادان
- مفتی عباس شوشتری
- میر حامدحسین
- سلطان العلماء سید محمد فرزند سید دلدار علی نقوی نصیرآبادی لکهنوی هندی

## آثار
نجوم السماء مشهورترین اثر وی است که در تهران و با تصحیح علی میرهاشم محدث فزند محدث ارموی چاپ شده. همچنین تذکره زعفران زار کشمیر وی نیز اخیراً در تهران به تصحیح کریم نجفی چاپ شده‌است.

## فرزند
محمدمهدی کشمیری فرزند وی است که کتاب تکمله نجوم السماء را نوشته و این اث در قم توسط مکتبه بصیرتی چاپ ششده‌است.

## نوه
رحمت لکنهوی متوفای سال ۲۰۰۷ م نوه وی است.